# Slessarjew Swjatogor
Die Slessarjew Swjatogor (russisch Слесарев Святогор) war ein Prototyp eines russischen Bombenflugzeugs aus der Zeit des Ersten Weltkriegs, das nie geflogen ist. Es war benannt nach einer Sagengestalt und das größte in Russland gebaute Flugzeug dieser Epoche.

## Entwicklung
Der Doppeldeckerentwurf wurde ab 1913 von Wassili Slessarjew ausgearbeitet, der ein eher unkonventionelles Antriebsprinzip entwickelte. Die beiden Motoren nebst der dazugehörigen Tanks wurden im Inneren des Rumpfes nahe der Mittelachse platziert, um eine Wartung auch während des Fluges zu ermöglichen. Sie sollten ihre Leistung über Kettengetriebe auf zwei in Gestellen hinter den Tragflächen befindlichen Luftschrauben übertragen. Um den Bau finanzieren zu können, ersuchte Slessarjew bei staatlichen Stellen um Unterstützung, bekam aber keine Mittel bewilligt. Erst als er sich an private Förderer wandte, konnte der Bau Ende 1914 im Lebedew-Werk in Sankt Petersburg begonnen werden. Mittlerweile war jedoch der Erste Weltkrieg ausgebrochen und so konnten die vorgesehenen Mercedes-Triebwerke nicht geliefert werden, was die Fertigstellung erheblich verzögerte, denn die französischen Ersatzmotoren von Renault kamen erst im Januar 1916 in Sankt Petersburg an und hatten zudem eine geringere Leistung. Zwischenzeitlich hatte sich herausgestellt, dass die Masse des Flugzeugs erheblich höher war als errechnet, so dass sich die Frage nach einer Fortsetzung des Projekts stellte. Eine einberufene Kommission, zu der unter anderem Nikolai Schukowski, Wladimir Wettschinkin und Alexander Archangelski gehörten, kam nach einigen aerodynamischen Berechnungen zu einem positiven Ergebnis und empfahl eine Weiterführung, worauf wohl noch einige Gelder bewilligt wurden, denn die Swjatogor wurde kurze Zeit später vollendet und begann im März mit ihrer Erprobung. Als Erstes stellte sich die Kraftübertragung als problematisch heraus, weshalb Slessarjew den Kettenantrieb durch Riemen ersetzte. Ab November begannen schließlich die Rollversuche, die mit einer Beschädigung des Fahrwerks und der Luftschrauben endeten, als das Flugzeug in einen Bewässerungsgraben geriet. Zeitgleiche Versuche, das Muster zum Fliegen zu bringen, verliefen ebenfalls erfolglos. Nach der fälligen Reparatur traten bei der Kraftübertragung abermals Probleme auf und es wurde deshalb darüber nachgedacht, die Triebwerks- und Propelleranordnung zu verändern. Dagegen sperrte sich jedoch Slessarjew und bestand auf der Beibehaltung seines Konzepts. Letztendlich wurden die erfolglosen Versuche eingestellt.

## Konstruktion
Der Rumpf der Swjatogor bestand aus dem aus Holz ausgeführtem Rumpf mit rechteckigem Querschnitt und Stoffbespannung. Das in Doppeldeckerkonfiguration ausgeführte und mit zwei Kastenholmen versehene Tragwerk war durch I- und V-Stiele miteinander verbunden und verspannt. Das Leitwerk war in Normalbauweise gehalten und ebenfalls abgestrebt und verspannt. Das Fahrwerk bestand aus zwei Bugrädern mit einem Durchmesser von 1,5 m und zwei Haupträdern mit je 2,0 m Durchmesser aus Sperrholz mit Spezialbereifung und Gummidämpfung. Die beiden in Druckkonfiguration angeordneten Luftschrauben besaßen einen Durchmesser von 6,00 m und erreichten Umdrehungszahlen von 300/min bis 400/min.

## Technische Daten
| Kenngröße             | Daten                               |
| --------------------- | ----------------------------------- |
| Besatzung             | 2–3                                 |
| Spannweite            | 36,00 m                             |
| Länge                 | 21,00 m                             |
| Flügelfläche          | 180 m²                              |
| Rumpfbreite           | 2,50 m                              |
| Leermasse             | 3250 kg                             |
| Zuladung              | 3250 kg                             |
| Startmasse            | 6500 kg                             |
| Flächenbelastung      | 23,2 kg/m²                          |
| Leistungsbelastung    | 14,1 kg/PS                          |
| Antrieb               | zwei Renault mit je 220 PS (162 kW) |
| Höchstgeschwindigkeit | 100 km/h                            |
| Reichweite            | maximal 2500 km                     |